# Male olandese
Il male olandese o sindrome olandese è un concetto economico che cerca di spiegare l'apparente relazione paradossale tra lo sfruttamento delle risorse naturali e il declino del settore manifatturiero.

## Teoria
La teoria sostiene che un incremento nel reddito derivante dalle risorse naturali porta alla deindustrializzazione dell'economia nazionale tramite l'apprezzamento del tasso di cambio, che rende il settore manifatturiero meno competitivo e i servizi pubblici invischiati con gli interessi privati. Comunque risulta estremamente difficile affermare definitivamente che il male olandese sia la causa del declino del settore manifatturiero, poiché ci sono molti altri fattori in gioco nella molto complessa economia globale. Mentre spesso si riferisce alla scoperta di risorse naturali, può anche riguardare "ciascuno sviluppo cui consegue un ampio afflusso di valuta straniera, compresi la ripida salita dei prezzi delle materie prime, i sussidi stranieri e gli investimenti diretti dall'estero".

## Storia
Il termine fu coniato nel 1977 da The Economist per descrivere il declino del settore manifatturiero nei Paesi Bassi dopo la scoperta di un ampio bacino di gas naturale a Slochteren nel 1959, culminata nella più grande public-private partnership del mondo, la "N.V. Nederlandse Gasunie" tra la Esso (ora ExxonMobil), la Shell e il governo olandese nel 1963.

## Il modello principale
Il classico modello economico che descrive il male olandese è stato sviluppato dagli economisti Warner Max Corden e James Peter Neary nel 1982. Il modello considera un'economia in cui coesistono il settore dei beni non-tradable (tra cui i servizi) e due settori di beni tradable: il settore fiorente e il settore lento. Il settore fiorente è di solito quello dell'estrazione di petrolio o gas naturale, ma può anche essere quello dell'attività mineraria legata a oro, rame, diamanti o bauxite, nonché quello della produzione di colture, come caffè o cacao. In generale il settore lento è quello manifatturiero, ma può anche riferirsi all'agricoltura.
Un periodo di espansione legato a una risorsa influenzerà questa economia in due modi. Nell'"effetto traslativo delle risorse" ("resource movement effect"), l'improvvisa prosperità di una risorsa porterà a un aumento della domanda di lavoro, che a sua volta causerà uno spostamento della produzione verso il settore fiorente, a discapito del settore lento. Tale spostamento del lavoro dal settore lento al settore fiorente è definito "deindustrializzazione diretta". Tuttavia, questo effetto può risultare trascurabile, poiché in generale i settori degli idrocarburi e dei minerali sono caratterizzati da bassi livelli di personale.
L'"effetto spesa" ("spending effect") si verifica come conseguenza degli extra redditi che la prosperità della risorsa porta all'interno del paese. Ciò incrementa la domanda di lavoro nel settore non-tradable, portando via addetti dal settore lento. Questo spostamento dal settore lento al settore non-tradable è chiamato "deindustrializzazione indiretta". Come risultato dell'incremento della domanda dei beni non-tradable, il prezzo di tali beni salirà. Tuttavia, poiché i prezzi del settore fiorente sono determinati a livello internazionale, non possono cambiare e quindi questo si riflette in un aumento del tasso di cambio reale.

## Effetti del male olandese
Nella modellizzazione semplificata del commercio, un paese dovrebbe specializzarsi nei settori in cui ha un vantaggio comparato; quindi, teoricamente, un paese ricco di risorse naturali farebbe meglio a specializzarsi nell'estrazione di tali risorse. Nella realtà, tuttavia, l'abbandono della manifattura può risultare dannoso.
Se le risorse naturali cominciano ad esaurirsi o se si verifica un ribasso nei prezzi, i settori manifatturieri competitivi non recuperano velocemente o facilmente come quando sono stati abbandonati. Questo perché la crescita tecnologica è inferiore nel settore fiorente e nel settore dei beni non-tradable, piuttosto che nel settore lento. Poiché nell'economia c'è stata poca crescita tecnologica rispetto agli altri paesi, il suo vantaggio comparato nel settore lento si sarà ridotto, portando le principali imprese a non investire in tale settore. Anche la volatilità del prezzo delle risorse naturali, e quindi il tasso di cambio reale, potrebbero rendere restìe le imprese ad investire ulteriormente nel settore fiorente, poiché viene a mancare la sicurezza sulle condizioni economiche future.
Ci sono anche molti altri effetti dannosi spesso associati al male olandese, come la corruzione o le politiche protezionistiche per il settore lento. Tuttavia questi effetti possono essere più accuratamente considerati come parte della più ampia maledizione delle risorse.

## Minimizzazione del male olandese
Di base ci sono due modi per ridurre la minaccia del male olandese: rallentare l'apprezzamento del tasso di cambio reale ovvero incrementare la competitività del settore manifatturiero.
Un approccio è quello di sterilizzare l'improvviso aumento dei redditi, evitando di introdurli nel paese tutti in una volta, e conservandone una parte all'estero in fondi speciali per poi portarli dentro poco alla volta. La sterilizzazione porterà a una riduzione dell'effetto spesa. Altro beneficio dell'introduzione lenta dei redditi nel paese, è che questa può dare al paese un flusso stabile di redditi; situazione preferibile rispetto al non sapere quale sarà il relativo afflusso annuale. Inoltre, conservando parte dei redditi all'estero, un paese sta effettivamente risparmiando per le generazioni future. Specialmente nei paesi in via di sviluppo, questo comportamento può risultare politicamente difficile, a causa delle frequenti pressioni a spendere immediatamente tali redditi per ridurre la povertà, ma questo non considera le più ampie implicazioni macroeconomiche. Tra questi fondi sovrani si annoverano il Fondo Pensionistico Governativo della Norvegia, il Fondo di Stabilizzazione della Federazione Russa, il Fondo Petrolifero Statale dell'Azerbaigian o il Fondo per le Generazioni Future dello Stato del Kuwait fondato nel 1976. Recenti negoziati condotti dal Programma delle Nazioni Unite per lo Sviluppo in Cambogia nell'ambito della Conferenza Internazionale su Petrolio e Gas ((EN)  International Oil and Gas Conference), e finalizzati a stimolare la riduzione della povertà, hanno focalizzato il bisogno di miglior istruzione per i funzionari statali e per i quadri operanti nel settore energetico, in collegamento con un possibile Fondo di Improvviso Benessere ((EN)  Sudden Wealth Fund) per evitare il paradosso dell'abbondanza. Un'altra strategia per evitare l'apprezzamento del tasso di cambio reale consiste nell'incremento del risparmio nell'economia al fine di ridurre gli ampi afflussi di capitali che possono causare un apprezzamento del tasso di cambio reale. Questo può essere fatto se il paese è in presenza di un surplus pubblico. Un paese può incoraggiare le persone e le imprese a risparmiare di più mediante la riduzione delle imposte sul reddito. Incrementando il risparmio, un paese può ridurre il fabbisogno di indebitamento per finanziare il deficit pubblico e gli investimenti diretti dall'estero.
Investire nell'istruzione e nelle infrastrutture può incrementare la competitività del settore manifatturiero. Questa strategia si è spesso dimostrata abbastanza interessante, anche se molti paesi in via di sviluppo sono anche paesi esportatori di cervelli o hanno bisogno di investimenti molto massicci nell'istruzione prima di diventare competitivi.
L'Iran ha praticato massicciamente questa via negli anni novanta, creando un sistema universitario di alto livello e riducendo molto (sin dagli anni ottanta) l'analfabetismo, grazie ad un sistema scolastico capace e in via di radicamento anche fuori dalle città principali. I problemi politici e il tipo di regime (particolarmente osteggiato proprio dal movimento studentesco sin dalla seconda metà degli anni novanta) hanno prodotto risultati contraddittori. In particolare, secondo le statistiche delle nazioni unite, l'Iran è il paese con la più elevata crescita annua di pubblicazioni scientifiche su riviste specialistiche, ma contemporaneamente quello con la quota maggiore di fuga di cervelli, sia in percentuale sui laureati, sia (ma solo negli anni di forte agitazione politica e repressione del movimento studentesco) in numero assoluto. Ciononostante il settore lento iraniano ha beneficiato di un aumento delle competenze tecniche, tecnologiche e scientifiche soprattutto dopo il 2000, anche perché fortemente sostenuto dalla spese dalle difesa e dalla creazione di un comparto militar-industriale nazionale, con ricadute anche verso il campo dei satelliti, dell'elettronica e dell'aerospaziale, e per gli investimenti statali (che però sono stati meno costanti e meno generosi) per la costruzione di infrastrutture di trasporto (ferrovie, strade), energetiche (raffinerie, vero collo di bottiglia del sistema industriale iraniano, centrali nucleari, eoliche e solari, ecc.) e nel settore dei servizi (comunicazione e telecomunicazione, radiotelevisivo ecc.). Contemporaneamente però il settore privato non aiutato da politiche statali, anche per alcune infelici scelte nella politica dei cambi monetari, stentava a svilupparsi e apparentemente beneficiava poco dell'aumento della disponibilità di tecnici, ingegneri, specialisti, quadri qualificati ecc. L'unico campo in cui si verificavano forti investimenti privati era l'edilizia, anche di carattere speculativo e poco interessato ad impegnare giovani architetti ad elevata qualifica, anche perché non stimolato dallo Stato e dalle istituzioni locali con nuovi regolamenti edilizi di qualità (per esempio imponendo un'elevata antisismicità per gli edifici di nuova costrizione). Comunque, tra mille problemi e contraddizioni, l'economia iraniana del 2010 è molto più forte e molto meno dipendente dalle esportazioni di petrolio di quella del 1990.
In alternativa un governo può ricorrere al protezionismo, incrementando i sussidi pubblici o le tariffe doganali. Tuttavia questa potrebbe essere una strategia pericolosa e potrebbe peggiorare gli effetti del male olandese, in quanto gli ampi afflussi di capitali dall'estero sono solitamente alimentati dalle esportazioni e assorbiti dalle importazioni. L'imposizione di tariffe doganali sui beni importati riduce artificialmente la domanda di valuta straniera da parte di tale settore, portando a un ulteriore apprezzamento del tasso di cambio reale.
Molti stati di questo tipo, soprattutto quelli più ricchi come la Libia degli anni 1990-2010, applicano forme di assistenzialismo a pioggia (in quel caso unito ad una forte tesaurizzazione delle eccedenze investendo sulle industrie estere e nel mercato dell'oro), congelando molti capitali per mantenere artificialmente bassi i prezzi di alcuni servizi (luce, gas, benzina) rendendo dunque poco conveniente il diffondersi di sistemi ad alta efficienza e risparmio energetico. Queste misure da un lato garantiscono una certa pace sociale, dall'altro però hanno un costo alto per lo Stato, sottraggono risorse importanti alla crescita, impediscono serie politiche di sviluppo volte a contenere la disoccupazione (che, venendo considerata meno importante della soddisfazione dei bisogni immediati, può andare fuori controllo) ed espongono questi governi a rovinose fasi di instabilità sociale quando i soldi iniziano a finire, costringendo il governo a riportare queste spese al prezzo di mercato.

## Diagnosi del male olandese
Risulta piuttosto difficile affermare senza alcun dubbio che un paese soffra del male olandese, perché è difficile provare la relazione tra un incremento dei redditi da risorse naturali, il tasso di cambio reale e un declino nel settore lento. Ci sono una serie di fattori differenti che potrebbero essere la causa dell'apprezzamento del tasso di cambio reale. L'effetto Balassa-Samuelson si verifica quando gli incrementi della produttività influenzano il tasso di cambio reale. Anche i cambiamenti nella ragione di scambio e gli ampi afflussi di capitali sono importanti. Spesso questi afflussi di capitali sono causati da investimenti esteri diretti o per finanziare il debito di un paese.
Similmente, è difficile dimostrare quale sia la causa di un declino nel settore lento. Un esempio significativo è quello dei Paesi Bassi. Sebbene questo effetto abbia preso nome proprio dai Paesi Bassi, gli economisti sostengono che il declino nel settore manifatturiero olandese di fatto è stato causato dall'insostenibile spesa nei servizi sociali.

### Esempi probabili
- Australia
  - Corsa all'oro australiana nel XIX secolo.[10]
  - Risorse minerarie all'inizio del XXI secolo.[11]
- Canada - I redditi petroliferi di Alberta e Terranova e Labrador, non "sterilizzati" attraverso un fondo sovrano internazionalmente diversificato, esacerbarono la carenza locale di lavoro e crearono colli di bottiglia all'inizio del XXI secolo, accelerando significativamente il declino del settore manifatturiero dell'Ontario.
- Azerbaigian - Petrolio all'inizio del XXI secolo.[12]
- Cile - Rame all'inizio del XXI secolo.
- Filippine - I forti afflussi di valuta estera all'inizio del XXI secolo hanno portato a un apprezzamento della valuta e alla perdita di competitività.[13]
- Irlanda - Bolla immobiliare all'inizio del XXI secolo.[14]
- Iran - Petrolio all'inizio del XXI secolo.
- Malaysia - Petrolio e gas naturale negli anni novanta.
- Messico - Petrolio negli anni settanta e nei primi anni ottanta.
- Nauru - Fosfato dal 1906 al 2004; ad oggi l'isola è devastata ed è stata costretta ad aprire un campo profughi.
- Nigeria e altri stati post-coloniali africani negli anni novanta.[15]
- Norvegia - Petrolio dalla fine degli anni settanta fino all'inizio degli anni novanta, e dall'inizio del XXI secolo ad oggi.
- Nuova Zelanda - Settore caseario all'inizio del XXI secolo.[16]
- Paesi Bassi - Gas naturale negli anni sessanta.[10]
- Perù - Guano nel XIX secolo: il guano fu scoperto nelle regioni costiere peruviane; l'afflusso di valuta ha impedito ogni reale crescita industriale nel paese per 30 anni.
- Regno Unito - Boom dei servizi finanziari negli anni novanta e all'inizio del XXI secolo, mentre altri settori sono ampiamente scomparsi.[17][18]
- Russia - Petrolio e gas naturale all'inizio del XXI secolo.[19][20]
- Spagna - Ampio afflusso di oro e altre ricchezze dall'America nel XVI secolo durante il periodo asburgico.[10]
- Stati Uniti - Gli Stati del sud all'inizio del XIX secolo hanno subito un ritardo nell'industrializzazione a causa del predominio dell'esportazione del cotone. In conseguenza agli aumenti del prezzo del cotone negli anni 50 si verificò un'effettiva redistribuzione della popolazione lavorativa (schiavi e persone libere) dalle città alle regioni di coltivazione del cotone.
- Venezuela - L'esportazione di petrolio dall'inizio del XX secolo ha arrestato l'industrializzazione.